# دوبيوك فايتنغ سانتز
فريق دوبيوك فاينتنغ سانتز Dubuque Fighting Saints هو فريق هوكي الجليد للناشئين من المستوى الأول يلعب في دوري الهوكي الأمريكي (USHL) ومقره في مدينة دوبوك في آيوا، على ضفاف نهر المسيسيبي عند تقاطع ولايات أيوا وإلينوي وويسكونسن. . وتُلعب المباريات على ملعب ImOn Arena (السعة: 3079).